# كأس الخليج للأندية 1993
كأس الخليج للأندية 1993  هو موسم من كأس الخليج للأندية. شارك فيه  5  فريقاً، وفاز فيه نادي الشباب.